# Fakta om Finland
Fakta om Finland är en roman av Erlend Loe, utgiven 2002 och översatt till svenska samma år.

## Handling
En man boende i Oslo får i uppdrag att skriva en turistbroschyr om Finland. Trots att han aldrig varit i landet och därtill vet mycket lite om detsamma, antar han utmaningen.
Tiden går, och skrivkrampen sätter in. Broschyren blir alltmer svårhanterlig. Uppdragsgivarna börjar sakta men säkert tvivla på författaren kompetens att slutföra uppdraget.